# Globi d'oro 2009
La 49ª edizione dei Globi d'oro si è tenuta mercoledì 2 luglio 2009 a Villa Massimo a Roma.

## Candidati e vincitori
I vincitori sono indicati in grassetto, a seguire gli altri candidati.
Miglior film
- Gomorra – Matteo Garrone
- Fortapàsc – Marco Risi
- Vincere – Marco Bellocchio

Miglior regista
- Marco Risi – Fortapàsc
- Matteo Garrone – Gomorra
- Paolo Sorrentino – Il divo

Miglior opera prima
- Umberto Riccioni Carteni – Diverso da chi?
- Marco Pontecorvo – Pa-ra-da
- Gianni Di Gregorio – Pranzo di ferragosto

Miglior commedia
- Gli amici del bar Margherita – Pupi Avati
- Diverso da chi? – Umberto Carteni
- Ex – Fausto Brizzi

Miglior attore
- Toni Servillo – Gomorra
- Libero De Rienzo – Fortapàsc
- Antonio Albanese – Questione di cuore

Miglior attrice
- Giovanna Mezzogiorno – Vincere
- Alba Rohrwacher – Il papà di Giovanna
- Micaela Ramazzotti – Questione di cuore

Miglior sceneggiatura
- Paolo Sorrentino – Il divo
- Ugo Chiti, Gianni Di Gregorio, Massimo Gaudioso, Maurizio Braucci e Roberto Saviano – Gomorra
- Marco Bellocchio – Vincere

Miglior fotografia
- Marco Onorato – Gomorra (ex aequo)
- Daniele Ciprì – Vincere (ex aequo)
- Maurizio Calvesi – Il caso dell'infedele Klara

Miglior musica
- Mauro Pagani – L'ultimo Pulcinella
- Aldo De Scalzi e Roberto Pischiutta – Si può fare
- Carlo Crivelli – Vincere

Gran Premio della stampa estera
- Maurizio Lombardi

Premio migliore distribuzione
- Movimento Film

Migliore film europeo
- Katyn – Andrzej Wajda

Gran Premio della stampa estera
- Gomorra

Globo d'oro europeo
- Gabriele Muccino
- Alessandra Martines

Globo d'oro alla carriera
- Carlo Lizzani
- Lina Wertmüller

Globo d'oro speciale
- Ezio Greggio – Il papà di Giovanna
- Vauro Senesi – Gli altri bambini